# Trox granulipennis
Trox granulipennis is een keversoort uit de familie beenderknagers (Trogidae). De wetenschappelijke naam van de soort is voor het eerst geldig gepubliceerd in 1852 door Fairmaire.